# هرناشک
هرناشک یک منطقهٔ مسکونی در ایران است که در بخش مرکزی شهرستان شهربابک واقع شده‌است. هرناشک ۵۴ نفر جمعیت دارد.